# 阿尔贝特·施佩尔
貝特霍爾德·康拉德·赫爾曼·阿尔伯特·施佩尔（Berthold Konrad Hermann Albert Speer，發音：[ˈʃpeːɐ̯] ⓘ；1905年3月19日—1981年9月1日）是德国建筑师和政治人物，曾在纳粹德国时期担任装备与军火部长。施佩尔是阿道夫·希特勒的亲信之一，负责监督德国的军事装备和建筑项目。在第二次世界大战结束后，他在纽伦堡审判中被判有罪，并被判处20年监禁。
施佩尔是一位受过专业训练的建筑师，在1931年加入纳粹党后，凭借出色的建筑才华在党内迅速崭露头角，并成为希特勒核心圈子的一员。希特勒委托他设计建筑，包括位于纽伦堡的帝国总理府和全国党代会集会场。1937年，希特勒任命施佩尔为柏林建筑总监。任职期间，施佩尔负责中央安置部的工作，将犹太租户从在柏林的住所强行驱逐。1942年2月，施佩尔被任命为帝国装备与军火部长。施佩尔利用误导性的数据，夸大军备生产的成就，吹嘘自己创造了军备奇迹，这也被广泛认为是德国得以继续参战的原因。1944年，施佩尔组建战斗机参谋部，旨在提高战斗机的产量。该特遣队大量使用奴隶劳工为德国的战争提供了重要支持。
战后，施佩尔作为24名被国际军事法庭指控犯有纳粹暴行的“主要战犯”之一接受审判。施佩尔被判犯有战争罪和反人类罪，主要罪名是使用奴隶劳工，险些被判处死刑。施佩尔于1966年刑满释放。他以狱中写作为基础，创作了两本自传，分别是《第三帝国内幕》和《施潘道：秘密日记》。这两部作品获得了巨大的成功，公众对施佩尔提供的第三帝国内部视角深感兴趣。1981年，施佩尔因中风去世。
施佩尔通过自传和访谈精心塑造了自己的形象，声称对自己未能及早发现第三帝国罪行一事深感后悔。他始终否认对纳粹大屠杀的知情和责任。战后几十年，这一形象主导了对他的史学史研究，并由此衍生出“施佩尔神话”：人们认为他是出于一位非政治主义的技术官僚的责任感，变革了德国的战争机器。20世纪80年代，随着德国的军备奇迹被归咎于纳粹宣传，这一神话开始破灭。施佩尔去世25年后，亚当·图兹在《毁灭的代价》中写道，认为施佩尔是一位非政治主义的技术官僚的想法“荒谬可笑（absurd）”。马丁·基钦在《施佩尔：希特勒的建筑师》中指出，德国武器产量的大幅增长实际上归功于施佩尔的前任弗里茲·托特所建立的系统，而且施佩尔对最终解决方案了如指掌，并参与其中；纽伦堡审判后的几十年中，这一表述已得到确凿证实。

## 早年和个人生活
施佩尔出生于曼海姆的中上阶层家庭，是父亲阿尔伯特·弗里德里希·施佩尔与母亲路易丝·玛蒂尔德·威廉敏娜（Luise Máthilde Wilhelmine）三个孩子中的老二。1918年，施佩尔一家租出了位于曼海姆的住所，搬迁至海德堡。纽伦堡审判副检察官亨利·T·金在其著作中称：“施佩尔年轻时的家庭缺乏爱和温暖。”施佩尔的兄弟恩斯特与赫尔曼在施佩尔的童年时期对其施加长期欺凌。施佩尔积极参与体育运动，喜欢滑雪和登山。
施佩尔承袭父祖辈的传统学习建筑学。1923年，施佩尔入读卡尔斯鲁厄大学，由于1923年恶性通胀影响家庭收入，他没有选择传统名校。1924年，施佩尔在经济危机消退后转学到“更有名望”的慕尼黑工业大学。1925年，施佩尔再次转学到柏林—夏洛滕堡工业大学（现为柏林工业大学），师从其非常钦佩的海因里希·特森诺夫。1927年，施佩尔通过考试获聘为特森诺夫的助教，他在继续研究生学业的同时，也教授了特森诺夫的一些课程，这对于年仅22岁的他来说是一项很高的荣誉。在慕尼黑，施佩尔结识了同属特森诺夫学术圈的鲁道夫·沃尔特斯，开始了一段长达50多年的亲密友谊。
1922年，施佩尔开始追求玛格丽特·韦伯（Margarete (Margret) Weber，1905—1987），其父是一位成功的工匠，经营着拥有50名雇员的工艺作坊（Handwerksbetrieb）。施佩尔之母认为韦伯家族的社会地位较低，基于门第观念反对这段关系，但两人还是于1928年8月28日在柏林结婚；七年后，玛格丽特方获准踏入施佩尔家族宅邸。夫妇二人诞育六名子女，但阿尔伯特·施佩尔自1933年起与家人逐渐疏离。即使1966年施佩尔刑满释放后，双方试图重建亲密关系的努力始终未见成效。

## 建筑师和公务员

### 加入纳粹党（1931—1934年）

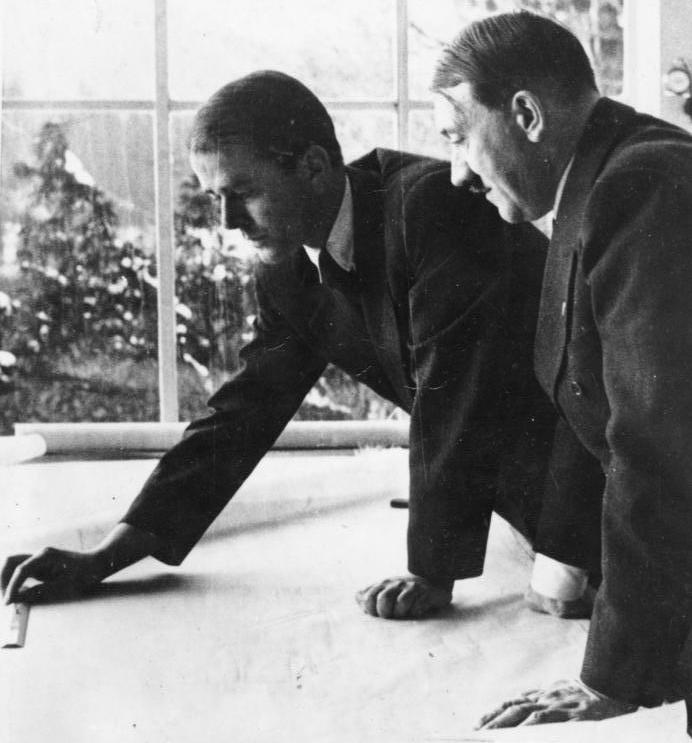
施佩尔向希特勒展示上盐山建筑群规划。

1931年1月31日，施佩尔向纳粹党提交入党申请，并于同年3月1日获颁党证号474,481。同年，受大萧条影响，助教薪资遭布吕宁内阁财政紧缩政策削减50%，施佩尔遂于1931年秋辞去特森诺夫的助教职位，搬到了曼海姆，希望成为一名建筑师以谋生。他未能如愿，于是他的父亲给了他一份管理家族不动产的兼职工作。1932年7月，施佩尔一家前往柏林，为党在国会选举之前提供帮助。在柏林时，施佩尔的朋友，纳粹党官员卡尔·汉克向约瑟夫·戈培尔推荐了这位年轻的建筑师，以帮助翻修党的柏林总部。项目完成后，施佩尔返回曼海姆，并一直留在那里，直到1933年1月希特勒就任。
1933年纽伦堡党代会的组织者们要求施佩尔提交集会设计方案，这使他首次与希特勒取得联系。组织者们和鲁道夫·赫斯都不愿就是否批准方案做出决定，故赫斯派施佩尔前往希特勒位于慕尼黑的公寓征求他的同意 。这项工作为施佩尔赢得了他的第一个全国职位，即纳粹党“党代会和示威的艺术和技术演示专员（Commissioner for the Artistic and Technical Presentation of Party Rallies and Demonstrations）”。
希特勒上台后不久，便开始计划重建总理府。1933年底，他与保罗·特罗斯特签约，负责整栋建筑的翻修。希特勒任命为戈培尔工作时给他留下深刻印象的施佩尔为特罗斯特管理建筑工地。作为总理，希特勒在总理府内拥有一处住所，每天都会来听取施佩尔和建筑主管关于翻修进度的汇报。在一次汇报后，希特勒邀请施佩尔共进午餐，这让这位建筑师非常兴奋。施佩尔很快成为希特勒核心圈子的一员；他被要求每天早上拜访希特勒，一起散步或聊天，就建筑问题提供咨询，并讨论希特勒的想法。大多数时候他都会被邀请去吃饭。
施佩尔在其英文版回忆录中表示其政治承诺仅仅是缴纳“月费（monthly dues）”。施佩尔认为他的德国读者不会如此轻信，并告诉他们纳粹党为他提供了一个“新的使命（new mission）”。在接受威廉·哈姆舍尔（William Hamsher）采访时，施佩尔更加直言不讳，表示自己加入纳粹党是为了“拯救德国免于共产主义”。战后，他声称自己对政治毫无兴趣，几乎是偶然加入的。像纳粹德国的许多当权者一样，他不是一个理论家，“他也只不过是一个本能的反犹太主义者”。历史学家马格努斯·布莱希特肯在讨论施佩尔时表示，施佩尔没有发表反犹太的公开演讲，施佩尔的反犹太主义可以通过他反犹太的行为来理解。布莱希特肯补充认为，在施佩尔的一生中，其主要动机是获得权力、统治和财富。

### 纳粹建筑师（1934—1937年）

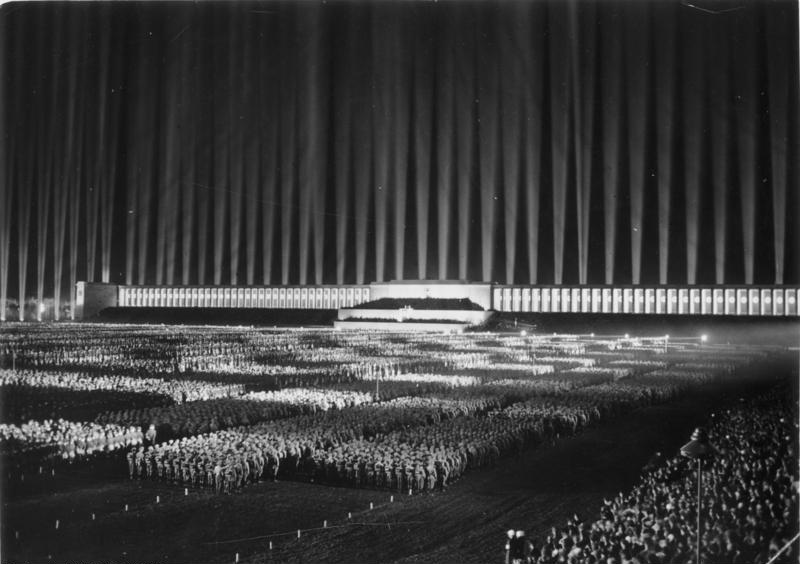
全国党代会集会场的圣光大教堂，摄于1936年。

1934年1月21日特罗斯特去世后，施佩尔实际上取代他成为党的首席建筑师。施佩尔被希特勒任命为建设总办公室主任，名义上成为赫斯的幕僚。
特罗斯特去世后，施佩尔的首批委托作品之一是位于纽伦堡的齐柏林飞艇体育场（Nürnberg Zeppelinfeld）。它曾用于纳粹宣传集会，并出现在莱尼·里芬斯塔尔的宣传电影《意志的胜利》中。该建筑可容纳34万人。施佩尔坚持尽可能多的活动在夜间举行，这既是为了突出其设计的灯光效果，也是为了掩盖体重超重的纳粹分子。纽伦堡是许多纳粹官方建筑的所在地，此外还有更多未实现的建筑规划。拟建的纽伦堡德国体育场将可容纳40万名观众。施佩尔修改了维尔纳·马尔希为1936年夏季奥林匹克运动会设计的柏林奥林匹克体育场，添加了令希特勒满意的石材外墙。施佩尔还为1937年巴黎世界博览会设计了德国馆。

### 柏林建筑总监（1937—1942年）

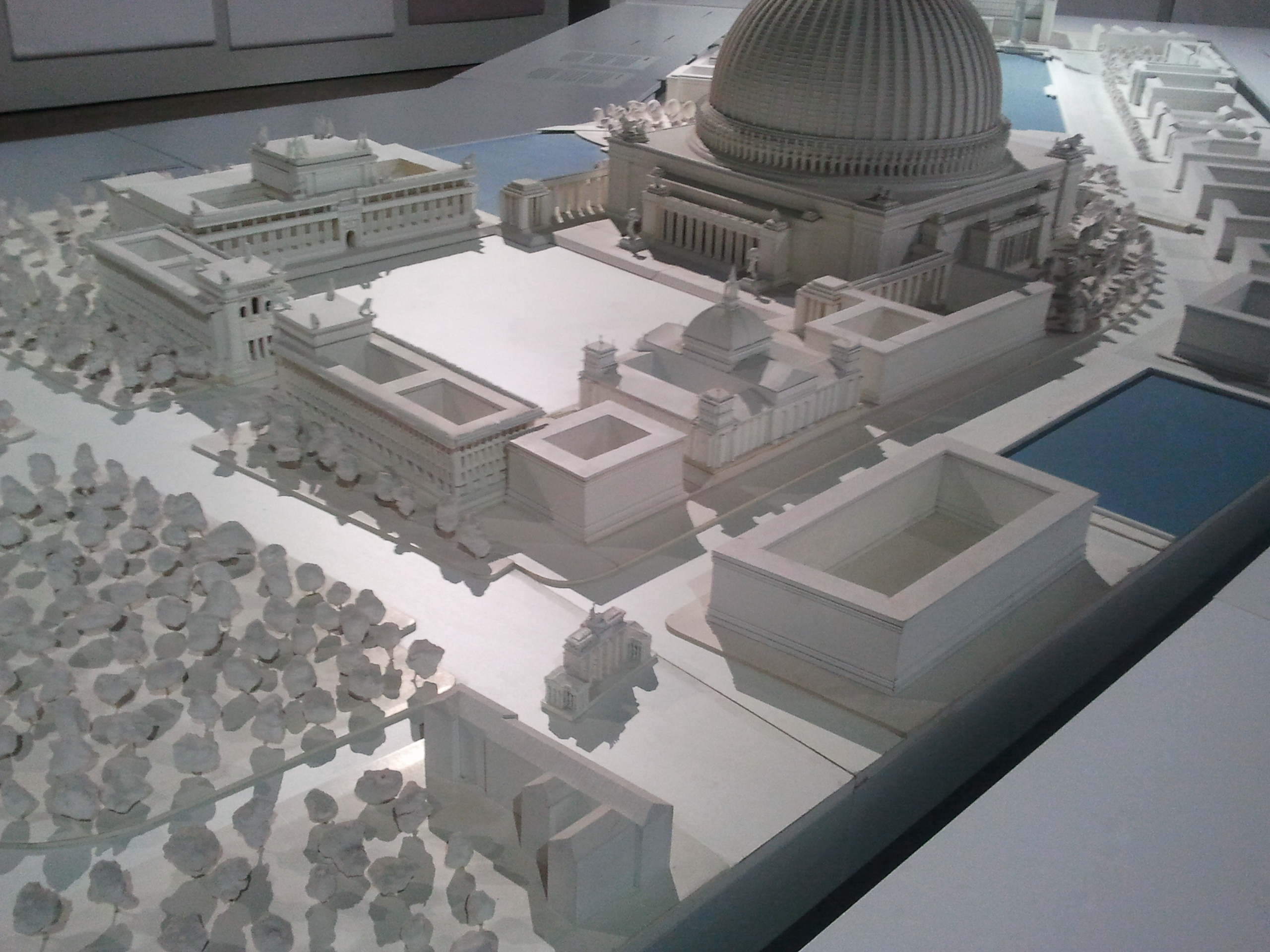
人民大厅的模型，其中有国会大厦和勃兰登堡门

1937年1月30日，希特勒任命施佩尔为帝国首都建筑总监，这意味着施佩尔了拥有纳粹德国政府国务秘书的头衔，并拥有对柏林市政府的特别权力。施佩尔得以直接向希特勒汇报工作，并且独立于柏林市长和大区领导架构。希特勒命令施佩尔制定重建柏林的计划。中心地带是一条南北走向、长4.8（3英里）的林荫大道，施佩尔称之为胜利大道（Prachtstrasse）；他也称之为“南北轴线”。施佩尔计划在林荫大道的北端建造人民大厅，一座超过210（700英尺）高的圆形穹顶集会大厅，设计容量180,000人。在林荫大道的南端，施佩尔计划建造一座巨大的凯旋门，高度接近120（400英尺），其开口内可以容纳巴黎凯旋门。现有的柏林铁路终点站将被拆除，并建造两个大型新车站。施佩尔聘请沃尔特斯作为他的设计团队的一员，专门负责林荫大道。1939年第二次世界大战的爆发导致这些计划被推迟，后来又被放弃。在纳粹投降后，施佩尔本人认为这些计划“很糟糕（awful）”。

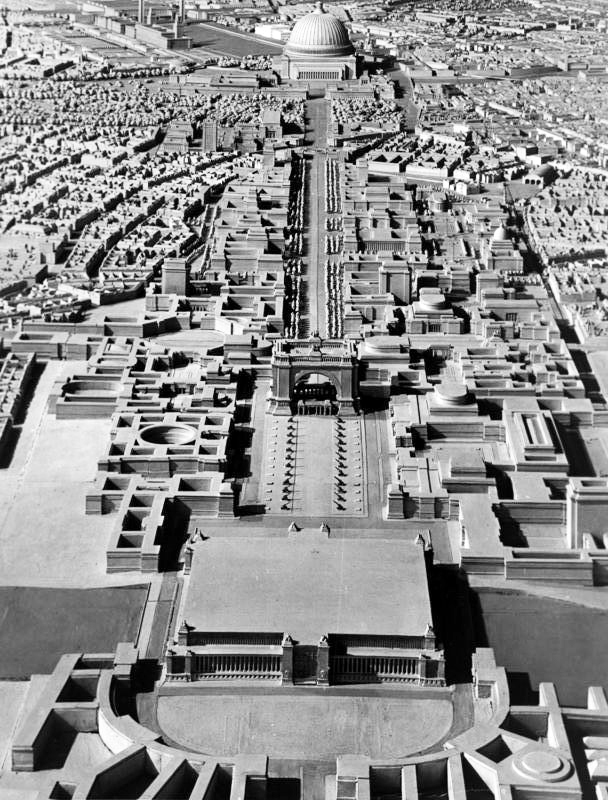
在希特勒为柏林规划的模型顶部可以看到人民大厅的大圆顶。

自1934年，建造新帝国总理府的计划开始进行，当年年底土地购买完毕，1936年3月在沃斯大街开始拆除第一批建筑。施佩尔几乎从一开始就参与其中。在长刀之夜之后，施佩尔被委托翻修位于沃斯大街和威廉大街拐角处的博尔西格宫，作为冲锋队的总部。施佩尔于1936年5月完成了新总理府的初步工作。1936年6月，他收取了30,000国家马克的个人酬金，并估计总理府将在三到四年内完工。详细计划于1937年7月完成，第一个框架于1938年1月1日完工。1938年1月27日，施佩尔从希特勒处被授予全权代表的资格，并被要求在1939年1月1日之前竣工。出于宣传目的，希特勒在1938年8月2日的封顶仪式上声称其已命令施佩尔当年完成新总理府的建设。劳动力短缺，建筑工人不得不轮班工作10到12小时。1938年，党卫队建造了两座集中营，利用集中营囚犯采石以作为建筑所用。在施佩尔的要求下，奥拉宁堡集中营附近建造了一座砖厂，当有人评论其恶劣条件时，施佩尔表明：“犹太人在埃及为奴期间就精于制砖”。总理府于1939年1月初竣工。希特勒称赞这座建筑本身是“德意志政治帝国的最高荣耀”。

希特勒、施佩尔（左）和雕塑家阿尔诺·布雷克尔在巴黎，摄于1940年

在总理府项目期间，德国发生了水晶之夜。施佩尔在《第三帝国内幕》的初稿中对此只字未提。后来，在出版商的紧急建议下，他才提到自己从车里发现了柏林中央犹太教堂的废墟。水晶之夜加速了施佩尔驱逐柏林犹太人的持续行动。从1939年起，施佩尔的部门利用《纽伦堡法案》驱逐柏林非犹太房东的犹太租户，用以提供空间给因重建或轰炸而流离失所的非犹太租户。最终，75,000名犹太人因这些措施而流离失所。施佩尔否认知晓这些犹太人被送上了大屠杀列车，并声称那些流离失所者“完全自由，他们的家人仍在他们的公寓里”。他还写道：“...在前往位于城市高速公路上的我的部门途中，我看到...附近尼古拉西（Nikolassee）火车站的站台上挤满了人。我知道这些人一定是柏林正在撤离的犹太人。我确信，当我开车经过时，一种压抑的感觉袭上心头。我大概感受到了一些令人沮丧的事件。” 马蒂亚斯·施密特表示施佩尔曾亲自视察过集中营，并将施佩尔的言论形容为“彻头彻尾的闹剧（outright farce）”。马丁·基钦（Martin Kitchen）认为，施佩尔经常重复的、他对“可怕的事情”一无所知的说法是空洞的——他不仅完全了解犹太人的命运，还积极参与了对他们的迫害。
随着德国在欧洲发动第二次世界大战，施佩尔组建了快速反应小组来修建道路或清理废墟；不久之后，这些部队就被用来清理爆破现场。除了普通的德国工人外，施佩尔还强迫犹太人参与这些工作。战争爆发后，在柏林和纽伦堡计划的建设停止了。由于军备工业需要更多资源，材料储备和其他工作尽管仍在继续，但也逐渐放缓直至停止。施佩尔的办公室使用奴隶劳工为各军种和党卫队承接建筑工作。施佩尔的建筑工作使他成为最富有的纳粹精英之一。

## 军备部长

### 任命和权力扩张

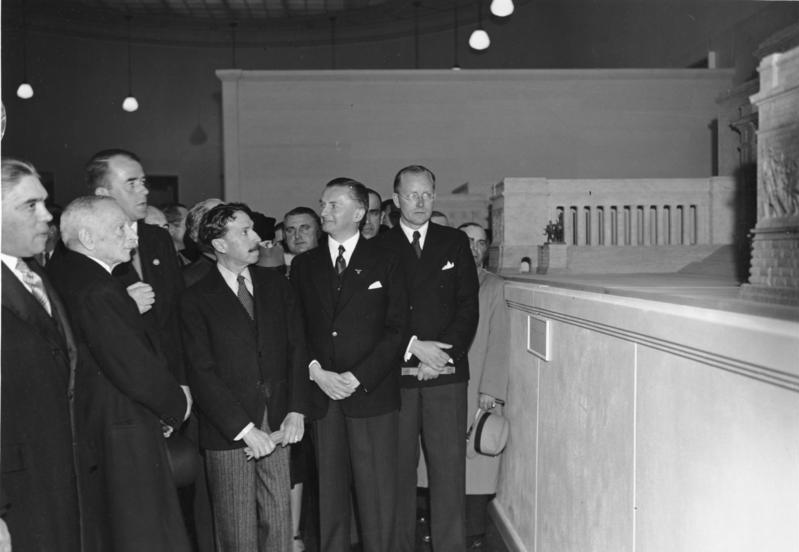
阿尔伯特·施佩尔和葡萄牙总统共同出席1942年在里斯本的一场展览

作为希特勒核心圈子里最年轻、最雄心勃勃的人物之一，施佩尔正接近权力的顶峰。1938年，普鲁士帝国总督赫尔曼·戈林任命他为普鲁士国务委员会委员。1941年，他从第二选区（柏林西区）当选为国会议员。1942年2月8日，帝国裝備與軍火部長弗里兹·托特从希特勒位于拉斯滕堡的东方司令部起飞后不久，就因飞机失事身亡。施佩尔于前一天晚上抵达拉斯滕堡，并接受托特与他一同飞往柏林的邀请。但由于前一天晚上与希特勒开会的结束时间延迟，施佩尔在起飞前几个小时取消了行程。希特勒任命施佩尔接替托特。英国历史学家马丁·基钦表示，这一选择并不令人意外。施佩尔对希特勒忠心耿耿，而且他为军队建造战俘营和其他设施的经验使他有资格担任这一职务。施佩尔不仅接替托特担任帝国部长，还接替他担任其他所有重要职位，包括德国公路总监、水利和能源总监以及纳粹党技术办公室主任。与此同时，希特勒还任命施佩尔为托特组织的首领，托特组织是一家由政府控制的大型建筑公司。希特勒一如既往地没有赋予施佩尔任何明确的权力，故施佩尔只能与政权内的同僚争夺权力和控制权。例如，施佩尔希望在戈林的四年计划下获得所有军备问题的权力。戈林不愿同意。然而，施佩尔保证了希特勒的支持，并在1942年3月1日，戈林签署法令任命施佩尔为四年计划中的“军备任务全权代表”。施佩尔被证明是雄心勃勃、不屈不挠和冷酷无情的。施佩尔不仅想控制军队的军备生产，还想控制整个武装部队。他的政治对手并没有立即意识到，施佩尔呼吁合理化和重组的背后隐藏着他想要边缘化政治对手并夺取控制权的野心。到1942年4月，施佩尔说服戈林创建一个三人的中央计划委员会，以利用四年计划获得原材料采购、原材料分配和生产调度的最高权力，以便将德国的军备生产都集中在一个机构中。
施佩尔在当时以及战后时期都因创造了“军备奇迹”使德国的军备生产大幅提升而备受赞誉。然而，这一奇迹在1943年夏天戛然而止，原因首先是盟军第一次发动持续不断的轰炸。此外，还有其他因素可能比施佩尔本人对军备增长的贡献更大。在其前任托特的领导下，德国的军备生产已开始增长。直到1943年10月，海军军备才由施佩尔负责，而德国空军的军备直到次年6月才由施佩尔负责。尽管此前不在施佩尔的控制之下，军备产量仍然出现了类似的增长。另一个导致弹药产量激增的因素是向钢铁工业分配更多煤炭的政策。各种武器的产量在1944年6月和7月达到顶峰，但此时燃料已严重短缺。1944年8月之后，罗马尼亚油田停止向德国供应石油。石油产量变得如此之低，以至于发起任何进攻行动的可能性都几乎为零，产出的武器也闲置了。
作为军备部长，施佩尔负责为军队提供武器。 在希特勒的全力支持下，他决定优先生产坦克，并被赋予了无比的权力以确保项目成功。希特勒密切参与了坦克的设计，但坦克的规格的不断改变也导致了项目的延误，施佩尔无力挽回局面。结果，尽管坦克生产拥有最高优先级，但用于坦克生产的军备预算却相对较少。这导致德军在普洛霍羅夫卡戰役中惨败，使其成为第二次世界大战东方战线的转折点之一。

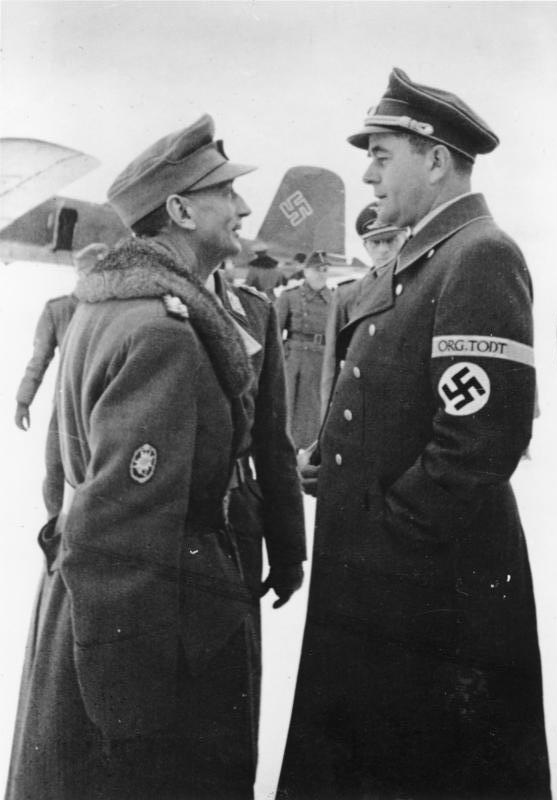
1943年12月，佩戴托特组织臂章的施佩尔（右）和爱德华·迪特尔在芬兰罗瓦涅米机场

作为托特组织的负责人，施佩尔直接参与了集中营的建设和改建。他同意扩建奥斯维辛和其他集中营，并拨款1370万国家马克用于扩建工程。这使得奥斯维辛集中营额外建造了300间小屋，总容纳人数增至13.2万人。建筑工程中还包括建造毒气室、焚尸炉和太平间。党卫军称之为“施佩尔教授的特别计划”。
施佩尔意识到，随着六百万工人被征召入伍，战时经济出现了劳动力短缺的问题，他的工厂也没有足够的工人。为此，希特勒任命弗里茨·绍克尔为“人力独裁者”，负责招募新工人。施佩尔和绍克尔密切合作以满足施佩尔的劳动力需求。希特勒允许绍克尔自由招募劳动力，这让施佩尔欣喜若狂，因为他此前曾要求招募100万名“志愿”劳工来满足军备工人的需求。绍克尔将法国、荷兰和比利时的村庄整个包抄，并把村民运送到施佩尔的工厂。绍克尔经常使用最残酷的手段招募新工人。在曾遭受游击队袭击的德国占苏联占领区，平民男女被大批围捕并被送往德国强迫劳动。到1943年4月，绍克尔已向施佩尔提供了1,568,801名“志愿”劳工、强迫劳动者、战俘和集中营囚犯，供其军工厂使用。施佩尔在纽伦堡审判中主要因虐待这些人而被定罪。

### 军火生产整合

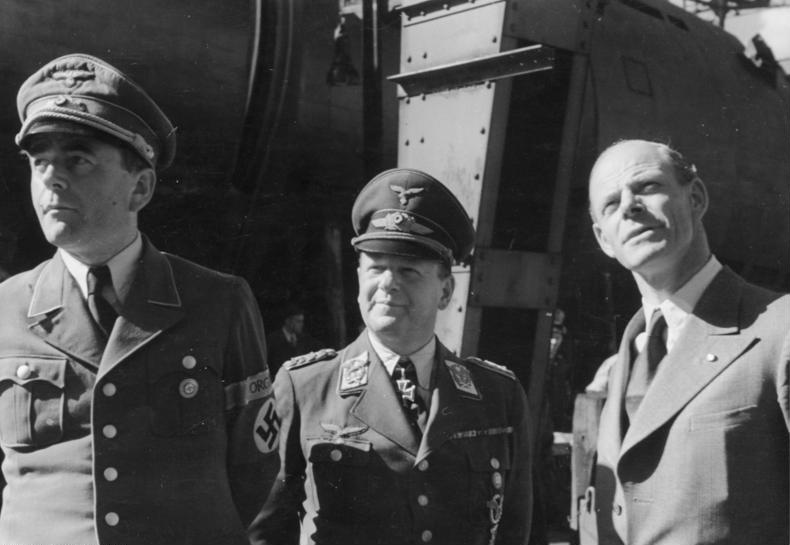
施佩尔、德国空军元帅埃哈德·米尔希和飞机设计师威利·梅塞施密特，摄于1944年5月

施佩尔被任命为军备部长后，仅专管陆军的军备生产。他觊觎将空军与海军的军工生产也纳入管辖。施佩尔以超乎预期的野心扩张其权力版图：凭借与希特勒的密切关系获得政治庇护，并通过权谋压制政权内的竞争对手。尽管希特勒的内阁对其策略感到不安，他仍成功攫取了新职权并强化了自己的权力。至1943年7月，施佩尔已实际掌控空军与海军的军工生产体系。同年8月，他接管帝国经济部的大部分职能，成为了卡尔·邓尼茨形容的“欧洲经济独裁者”。1943年9月2日，其官方头衔更改为“帝国军备与战时生产部长”（Reichsminister für Rüstung und Kriegsproduktion），标志着其成为纳粹德国最具实权的人物之一。
施佩尔与其亲自任命的潜艇建造总监奥托·默克尔认为，传统造船业受制于过时的船台总装模式，必须通过外部强加的革新方法提升产能。事实证明，这种想法是错误的。施佩尔和默克尔试图在不同工厂而非单个船坞建造德国海军新一代潜艇——XXI级潜艇与XXIII级潜艇的预制组件，导致了这一具有战略意义的项目的失败。设计被仓促投入生产，但最终完成的潜艇却因制造缺陷而严重受损。虽然建造了数十艘潜艇，但最终投入服役的却寥寥无几。
1943年12月，施佩尔在视察拉普兰的托特组织工人时严重损伤膝盖，导致其数月无法行动。他在名为霍亨利亨的医疗诊所接受卡尔·格布哈特教授的诊治，而该诊所存在患者"神秘死亡"的记录。1944年1月中旬，施佩尔患肺栓塞并陷入重病。由于担心权力流失，他未任命副手，仍坚持在病榻上指挥军备部工作。此时恰逢盟军发动针对德国飞机工厂的大礼拜空袭，对航空生产能力造成毁灭性打击。施佩尔的政敌趁机削弱其权威并破坏他在希特勒心中的声誉，最终导致他失去元首的无条件支持并开始丧失权力。

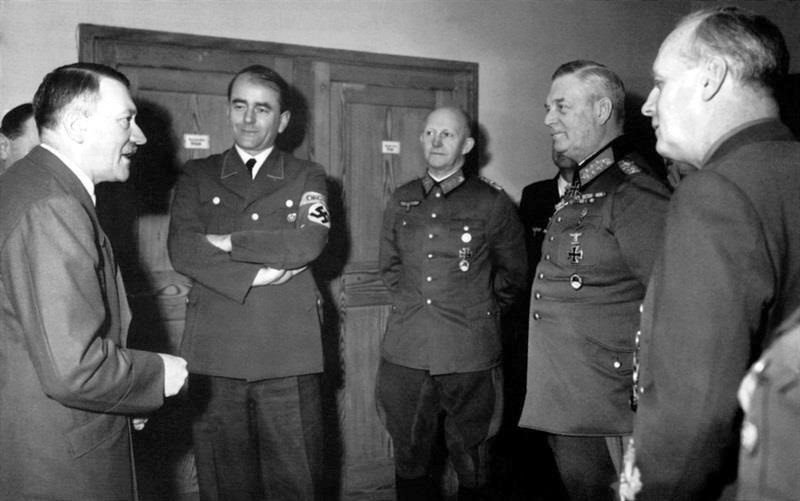
1945年1月1日，外交部长约阿希姆·冯·里宾特洛甫、陆军元帅威廉·凯特尔、大将阿尔弗雷德·约德尔和军备部长阿尔伯特·施佩尔向元首致以新年祝福。

为应对盟军大礼拜空袭，阿道夫·希特勒授权成立战斗机参谋部，旨在确保战斗机生产的维持与扩张。1944年3月1日，该参谋部在施佩尔命令下正式运作，并得到帝国航空部埃哈德·米尔希的支持。德国战斗机产量在1943至1944年间实现翻倍增长。但产量提升主要依赖逐渐过时机型的生产，这些飞机在欧洲战场成为盟军战机的易获猎物。1944年8月1日，施佩尔将战斗机参谋部并入新成立的军备参谋部。
战斗机参谋部在强化战争经济中对奴隶劳工的剥削方面起到关键作用。党卫队从米特尔维克—多拉集中营等20个集中营调集6.4万名囚犯，分配到包括容克斯、梅塞施密特、亨舍尔和BMW在内的军工厂进行劳动。为提升生产效率，施佩尔建立了针对劳工的惩罚体系。装病、怠工、破坏生产或试图逃跑者将被断粮或移送集中营。至1944年，该制度已常态化，全年有逾50万工人遭逮捕。此时施佩尔管辖的地下工厂已雇佣14万人。这些工厂实为死亡陷阱，纪律只有惩处，包含定期处决，米特尔维克地下工厂甚至因尸体过多导致焚化炉超负荷运转。施佩尔的下属记录该地状况为“地狱”。
施佩尔任内最重要的技术突破来自火箭研发计划。该计划始于1932年，但长期未能产出实用武器。施佩尔于1942年3月批准量产A4火箭（后发展为世界首款弹道导弹V-2火箭），并在佩讷明德军事基地与V-1火箭同步推进研发。1944年9月8日，V-2火箭首次实战攻击巴黎目标。尽管技术先进，该计划严重拖累战时经济。巨额资金投入未能转化为有效军事回报。火箭制造集中于米特尔维克地下工厂，劳动力来自米特尔维克—多拉集中营的囚犯。该集中营累计关押的6万人中，有2万人因恶劣条件死亡。
1944年4月14日，施佩尔将托特组织控制权移交副手弗朗茨·克萨韦尔·多施。施佩尔公开反对1944年7月20日的刺杀希特勒行动。尽管未参与密谋，他在希特勒生还后协助政权恢复柏林秩序过程中也只发挥次要作用。密谋事件后，施佩尔的政敌开始清洗其亲信，其管理体系遭纳粹党激进派系抵制，权力基础进一步削弱。

### 纳粹德国战败

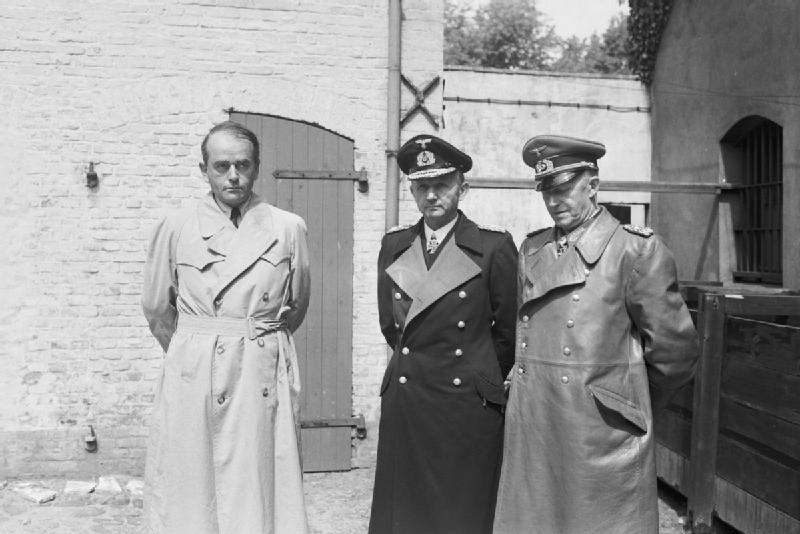
1945年5月，施佩尔（左）、卡尔·邓尼茨和阿尔弗雷德·约德尔（右）在德国北部弗伦斯堡被英军逮捕

1944年末，盟军战略轰炸的升级与领土丧失导致德国经济崩溃。针对交通网络的空袭尤为致命，切断了主要工业区与鲁尔区煤炭供应的联系。1945年1月，施佩尔向戈培尔保证军备生产至少能维持一年，但在当月下旬苏军攻占西里西亚工业区之后，他承认战争已无胜算。施佩尔仍主张继续战争并延长战争时间，以争取优于盟军坚持的无条件投降的谈判条件。1945年1月和2月间，施佩尔宣称将提供“决定性武器”并实现军备产量激增，承诺“彻底改变战场态势”。2月施佩尔取得铁路控制权后，要求海因里希·希姆莱调派集中营囚犯修复铁路系统。

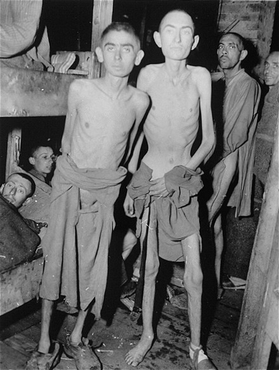
1945年解放后，米尔多夫集中营的幸存者。该集中营为一号农舍项目提供奴隶工人。

1945年3月中旬，施佩尔确认德国经济将在八周内崩溃。他虽竭力阻挠在可能沦陷区摧毁工业设施以保存战后生产力，但仍支持继续战争。3月15日，施佩尔向希特勒提交备忘录详述经济危局，申请停止破坏基础设施。三日后，他提议将剩余军力集结于莱茵河与维斯瓦河防线以延长战争，但此方案无视德军已无力抗衡盟军火力的现实。希特勒拒绝了施佩尔停止拆除的建议。相反，他于3月19日颁布要求军队撤退时全面破坏所有基础设施的尼禄法令。施佩尔对这一命令感到震惊，说服多名军政要员抵制该令。在3月28日和29日希特勒与施佩尔会面后，希特勒撤销了该法令，并授予施佩尔破坏行动权限。尽管施佩尔终止了军队对基础设施的系统破坏，军队仍持续炸毁桥梁。
1945年4月，德国军备工业几近瓦解，施佩尔的职权范围大幅缩减。4月22日，施佩尔最后一次造访元首地堡，在与希特勒会面并视察遭空袭损毁的总理府后返回汉堡。施佩尔在回忆录中声称他“此时向希特勒坦承……他将违背焦土政策”，但历史学家理查德·J·埃文斯指出该陈述系“纯粹虚构”。4月29日（希特勒自杀前日），其遗嘱将施佩尔排除在继任政府名单之外，其职务由卡尔·绍尔接替。施佩尔对没有被希特勒选择继任深感失望。希特勒死后，施佩尔向继任者卡尔·邓尼茨效忠。5月2日，邓尼茨委派卢茨·格拉夫·什未林·冯·克罗西克组建新政府，5月5日公布的弗伦斯堡政府内阁名单中，施佩尔出任工业与生产部长。5月10日起，施佩尔开始向盟军提供包括战略轰炸效果评估在内的多项军事经济情报。5月23日，即德军投降两周后，英国军队逮捕弗伦斯堡政府成员，标志着纳粹德国正式灭亡。

## 战后

### 纽伦堡审判

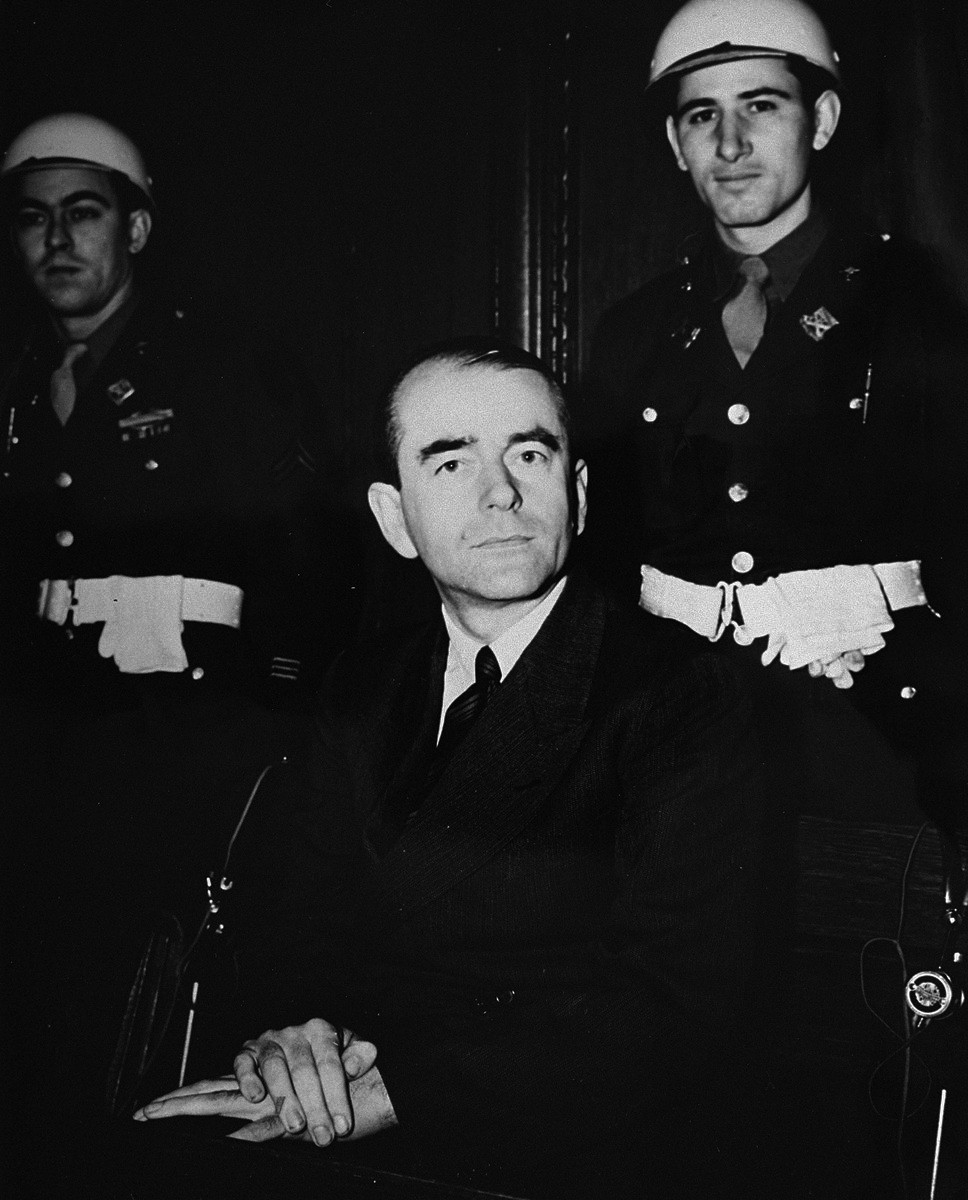
施佩尔出席纽伦堡审判

1945年9月，施佩尔被转移至多个纳粹高官拘留中心接受审讯。在得知将以战争罪被起诉后，施佩尔于数日内押解至纽伦堡候审。纽伦堡国际军事法庭对其提出四项指控：参与制定和实施侵略（破坏和平罪）；策划并发动侵略战争；战争罪；反人类罪。
美国最高法院首席检察官罗伯特·H·杰克逊在1946年7月19日结案陈词中强调：“施佩尔参与策划并执行将战俘与外国劳工驱赶至德国军工厂的计划，当这些工厂的产量达到顶峰时，工人们却因饥饿濒临死亡。”施佩尔的辩护律师汉斯·弗莱克斯纳采取差异化辩护策略：通过对比赫尔曼·戈林等意识形态狂热分子，塑造施佩尔"被迫卷入政治的艺术家"形象；强调其1944年后抵制焦土政策的行为，展示其“技术官僚的责任限度”。
施佩尔因战争罪和危害人类罪被判定有罪，主要涉及使用奴隶劳工和强制劳动。他在另外两项指控上获判无罪。他声称自己对纳粹的灭绝计划一无所知，而盟军也没有证据证明他知晓这些计划。他的说法在1971年写的一封私人信件中被揭露为虚假，并于2007年公开披露。1946年10月1日，他被判处20年监禁。尽管八位法官中的三位（两位苏联法官和美国的弗朗西斯·比德尔）主张判处死刑，但其他法官持反对意见，经过两天的讨论后达成折中刑期。

### 狱中

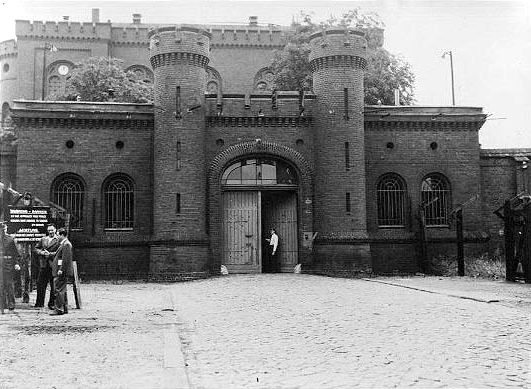
斯潘道监狱，施佩尔的刑期大多在此度过。

1947年7月18日，施佩尔被转移至柏林的施潘道监狱服刑，编号五号。服刑期間施佩尔的雙親相继离世，其父生前厌恶纳粹，与希特勒会面时始终保持沉默，於1947年去世；其母为纳粹党员，曾非常享受与希特勒共进晚餐，於1952年离世。沃尔特斯与施佩尔的长期秘书安妮玛丽·肯普夫（Annemarie Kempf）虽不能直接与狱中的施佩尔通信，但仍尽力帮助其家人，并通过施佩尔写给妻子的信件（官方允许的唯一书面通信方式）执行其请求。自1948年起，施佩尔获得荷兰籍看守托尼·普罗斯特（Toni Proost）的同情协助，由其秘密传递邮件和手稿。
1949年，沃尔特斯为施佩尔开设银行账户，并开始向那些在战争期间受益于施佩尔的建筑师和工业家募款。最初这些资金仅用于支持施佩尔的家庭，但后来逐渐被用于其他用途，如支付托尼·普罗斯特的度假费用、贿赂可能帮助施佩尔获释的人员，而施佩尔在得知该基金的存在后，发送了详细的资金使用指示。在施佩尔服刑的最后十七年间，沃尔特斯共筹集了158,000德国马克。
囚犯们被禁止撰写回忆录。然而施佩尔成功将其手稿转交沃尔特斯，这些文稿最终累计达2万页。至1953年11月，施佩尔已完成回忆录写作，这些文字后来成为《第三帝国内幕》的创作基础。在《施潘道日记》中，施佩尔试图将自己塑造成一个通过魔鬼交易而承受严酷监禁的悲剧英雄形象。
在漫长的监禁期间，施佩尔将大量精力投入身心锻炼。斯潘道监狱设有大型封闭庭院，囚犯可获分配土地进行园艺活动。施佩尔在此打造了包含草坪、花坛、灌木丛及果树的精致花园。为增加每日庭院散步的趣味性，施佩尔构思了一次虚拟的环球旅行：从柏林出发向东穿越欧亚大陆，经白令海峡进入阿拉斯加，沿北美西海岸南行。通过精确测量每日步行距离并将其映射至实际地理，最终完成超过30,000（19,000英里）的“旅程”，刑期结束时已“抵达”墨西哥的瓜达拉哈拉。学术活动方面，施佩尔系统阅读建筑期刊、精进英法语言能力。其自述狱中完成五千册书籍阅读，以20年刑期合计7305日计算，平均每1.5日即完成一册。
施佩尔的支持者持续呼吁释放他。表示支持对其减刑的人物包括夏尔·戴高乐和美國外交官乔治·怀尔德曼·鲍尔。维利·勃兰特是其释放的主要倡导者，他终止了针对施佩尔的去纳粹化诉讼程序——该程序可能导致其财产被没收。施佩尔的提前释放努力最终未果，苏联曾在审判中坚持要求死刑判决，因此不愿考虑减刑。施佩尔服满全部刑期后，于1966年10月1日午夜时分获释。

### 获释和晚年
施佩尔的出狱成为全球媒体事件。记者与摄影师挤满了施潘道监狱外的街道以及柏林酒店大堂——施佩尔当晚在此留宿。他鲜少发言，将主要表态留给了1966年11月发表于《明镜》的重要专访。尽管他表示希望重拾建筑事业，但其唯一项目（与某啤酒厂的合作设计）未能成功。他转而将施潘道监狱的写作整理成两本自传：《第三帝国内幕》与《施潘道日记》。后期他出版了关于希姆莱与党卫军的著作，英文版分别题为《奴隶国家：海因里希·希姆莱的党卫军霸权蓝图（The Slave State: Heinrich Himmler's Masterplan for SS Supremacy）》和《渗透：海因里希·希姆莱构建党卫军工业帝国的阴谋（Infiltration: How Heinrich Himmler Schemed to Build an SS Industrial Empire）》（德文原名《Der Sklavenstaat - Meine Auseinandersetzung mit der SS》）。约阿希姆·费斯特与乌尔施泰因出版社的沃尔夫·约布斯特·西德勒协助其完成著作编撰。施佩尔未能与子女重建关系，即便是同为建筑师的儿子小阿尔伯特·施佩尔。其女希尔德·施拉姆称：“我的兄弟姐妹们逐个放弃，之间没有任何交流”。战后他资助了弟弟赫尔曼，但另一弟弟恩斯特仍殒命斯大林格勒战役——尽管父母曾经多次恳求施佩尔将其调回国内。
施佩尔获释后，将其个人日记《编年史（Chronicle）》捐赠给德国联邦档案馆。该日记经由沃尔特斯编辑，其中刻意删除了所有涉及犹太人的内容。大卫·艾文发现这份经篡改的《编年史》与原始档案存在多处矛盾。施佩尔曾要求沃尔特斯销毁捐赠时删除的材料，但遭后者拒绝，沃尔特斯保留了原始版本。沃尔特斯与施佩尔的友谊因此破裂。施佩尔去世前一年，沃尔特斯向马蒂亚斯·施密特（Matthias Schmidt）开放了未经删节的《编年史》。施密特据此撰写了首部严厉批判施佩尔的专著。
施佩尔的回忆录取得了惊人的成功。公众对第三帝国内幕的窥视感到着迷，这个主要战犯几乎一夜之间成为受欢迎的人物。重要的是，他为曾是纳粹分子的老一辈德国人提供了托词。如果与希特勒如此亲近的施佩尔都不完全了解纳粹政权罪行的全部真相，只是“服从命令”，该措辞在纽伦堡审判中成为争议焦点，那么他们就可以向自己和他人辩称他们也是如此行事的。这种对"施佩尔神话"的信任需求如此强烈，以至于费斯特和西德勒甚至能够强化这个神话——即使面对堆积如山的反对的历史证据。

### 去世

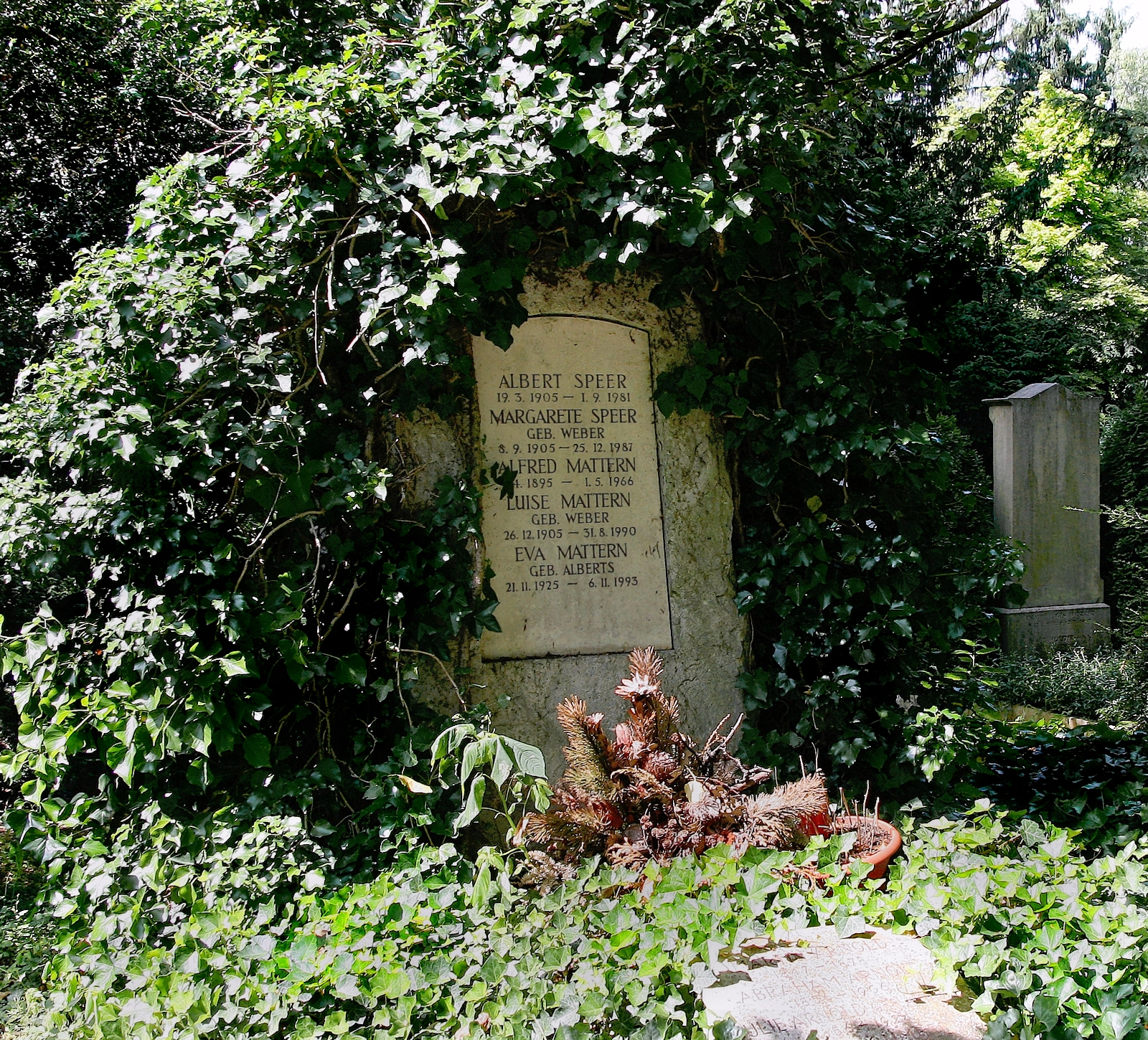
施佩尔位于海德堡的坟墓

施佩尔始终对历史学家及各类研究者保持开放态度。1973年10月，他首次造访英国，飞抵伦敦接受BBC《本周焦点（Midweek）》节目专访。同年，他现身纪录片《战争中的世界》的拍摄。1981年，施佩尔再次赴伦敦参与BBC《新闻之夜》节目录制，期间突发中风并于9月1日在该市逝世。
尽管维持着婚姻关系，施佩尔晚年与一位旅居伦敦的德国女子发展出亲密关系，临终时正是由这位伴侣陪伴。其女玛格丽特·尼森在2005年出版的回忆录中披露，父亲自施潘道监狱获释后，将所有精力都用于构建“施佩尔神话”。

## 施佩尔神话

### 好纳粹
阿尔伯特·施佩尔在从斯潘道获释后，将自己描绘成“好纳粹”。他受过良好教育，属于中产阶级，具有资产阶级背景，并能将自己与在大众观念中典型代表“坏纳粹”的人进行对比。在他的回忆录和访谈中，他歪曲了事实，遗漏了许多重要内容，以至于他的谎言被称为“神话”。施佩尔甚至虚构了自己出生的情形，错误地声称自己出生在雷声和钟声交响的中午时分，而实际上是在三点到五点之间出生，且那座教堂是在之后几年才建成的。施佩尔将他的神话塑造推向了大众传媒的层面，他的“狡猾的道歉（cunning apologies）”在战后的德国被频繁转载。伊莎贝尔·特罗默（Isabell Trommer）在其关于施佩尔的传记中写道，费斯和希德勒是施佩尔回忆录的共同作者，也是他神话的共同创造者。施佩尔、希德勒和费斯共同打造了一幅“好纳粹”的形象，这一形象持续了数十年，尽管大量历史证据表明这是虚假的。

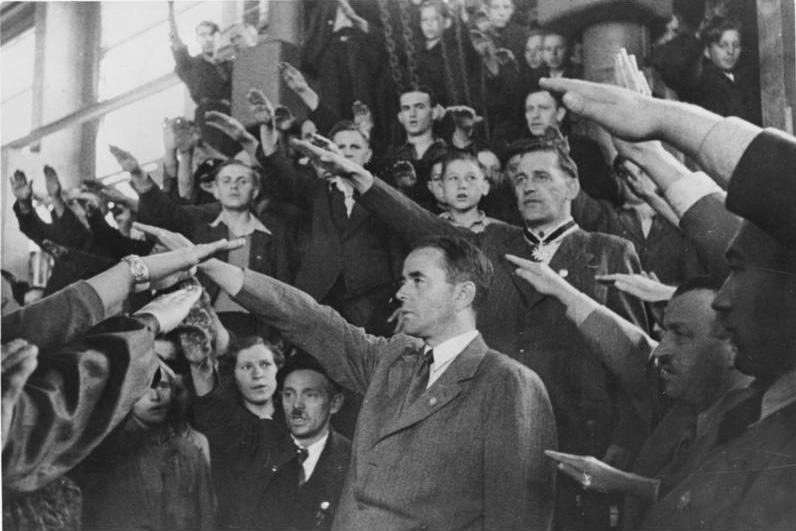
1944年5月，施佩尔访问弹药厂

施佩尔精心塑造了自己非政治主义的技术官僚的形象，声称对自己未能发现第三帝国的那些可怕罪行深感遗憾。当历史学家休·特雷弗-罗珀为英国情报机构调查阿道夫·希特勒死亡原因，并撰写《希特勒的末日》时，他几乎全盘接受了施佩尔的说法。特雷弗-罗珀经常将施佩尔称为“一个拥有技术官僚哲学的技术官僚”，认为施佩尔只关心自己的建筑项目或部长职责而毫不关心政治，至少直到希特勒的尼禄法令——据施佩尔自己说，他一直在努力反对这一命令。特雷弗-罗珀称施佩尔为具有和平与建设本能的行政天才，也批评施佩尔未能认识到希特勒和纳粹主义的非道德性，称他为“纳粹德国的真正罪犯（real criminal of Nazi Germany）”：
十年来，他一直处在政治权力的核心位置；他敏锐的智慧诊断出纳粹政府及其政策的本质，观察其变革；他看到了身边的人物，并鄙视他们；他听到了他们荒谬的命令，理解那些荒诞的野心；但他什么也没做。他认为政治无关紧要，转而专注于修建道路、桥梁和工厂，同时疯狂的统治者带来的逻辑后果逐渐显现。最终，当这些后果导致他所有努力的毁灭时，施佩尔接受了现实并采取了行动。可是那时已为时太晚，德国已经被摧毁了。
施佩尔去世后，马蒂亚斯·施密特出版的著作证实他曾下令驱逐柏林犹太人。截至1999年，历史学家已充分证明施佩尔曾广泛撒谎。即便如此，公众对他的认知在2004年海因里希·布雷洛尔播出传记电影《施佩尔和他》后才发生根本转变。该片开启了对施佩尔形象的祛魅和批判性重估。  亚当·图兹在《毁灭的代价》中指出，施佩尔通过精明冷酷的手段在纳粹体制中攀爬，所谓盲目执行命令的技术官僚形象实属荒谬。特罗默认为施佩尔绝非非政治主义的技术官僚，而是纳粹政权中最有权势且最毫无底线的领导人之一。基钦指出他欺骗了纽伦堡法庭和战后德国社会。布雷希特肯强调，若审判时已知晓施佩尔在大屠杀中的深度参与，他必将被判处死刑。  
所谓“好纳粹”的形象建立在诸多施佩尔神话之上。除了自称“非政治技术官僚”的神话外，他还声称对大屠杀和迫害犹太人并不知情。另一则神话宣称施佩尔在担任军备部长后彻底改革了德国战争机器。他被认为大幅提高了军火运输量，当时广泛报道称这使德国得以继续战争。还有一则神话围绕一个虚构的用毒气暗杀希特勒的计划展开。这个神话的灵感来自他回忆起汽车废气通过通风系统时引发的恐慌，而后他编造了更多细节。布雷希特肯指出，施佩尔最厚颜无耻的谎言是在1952年接受法国记者采访时编造的。该记者描述了一个虚构场景：施佩尔拒绝执行希特勒的命令，而希特勒含泪离去。施佩尔非常喜欢这个场景，于是将其写入了回忆录。这名记者无意中参与制造了又一个施佩尔神话。
施佩尔还刻意塑造自己作为希特勒反对者的形象。尽管施佩尔反对7月20日密谋案，但他在回忆录中谎称自己同情密谋者。他坚称希特勒因发现密谋者将他列入新政府部长名单而余生对他态度冷淡——这构成了施佩尔精心炮制的神话核心。  施佩尔更虚假宣称自己很早就意识到战争必败，此后便致力于保存民生资源。但事实上，他竭力将战争拖延至抵抗完全无望为止，直接导致战争末期德国死亡人数激增和最后几个月德国遭受的毁灭性破坏。

### 拒绝承担罪责

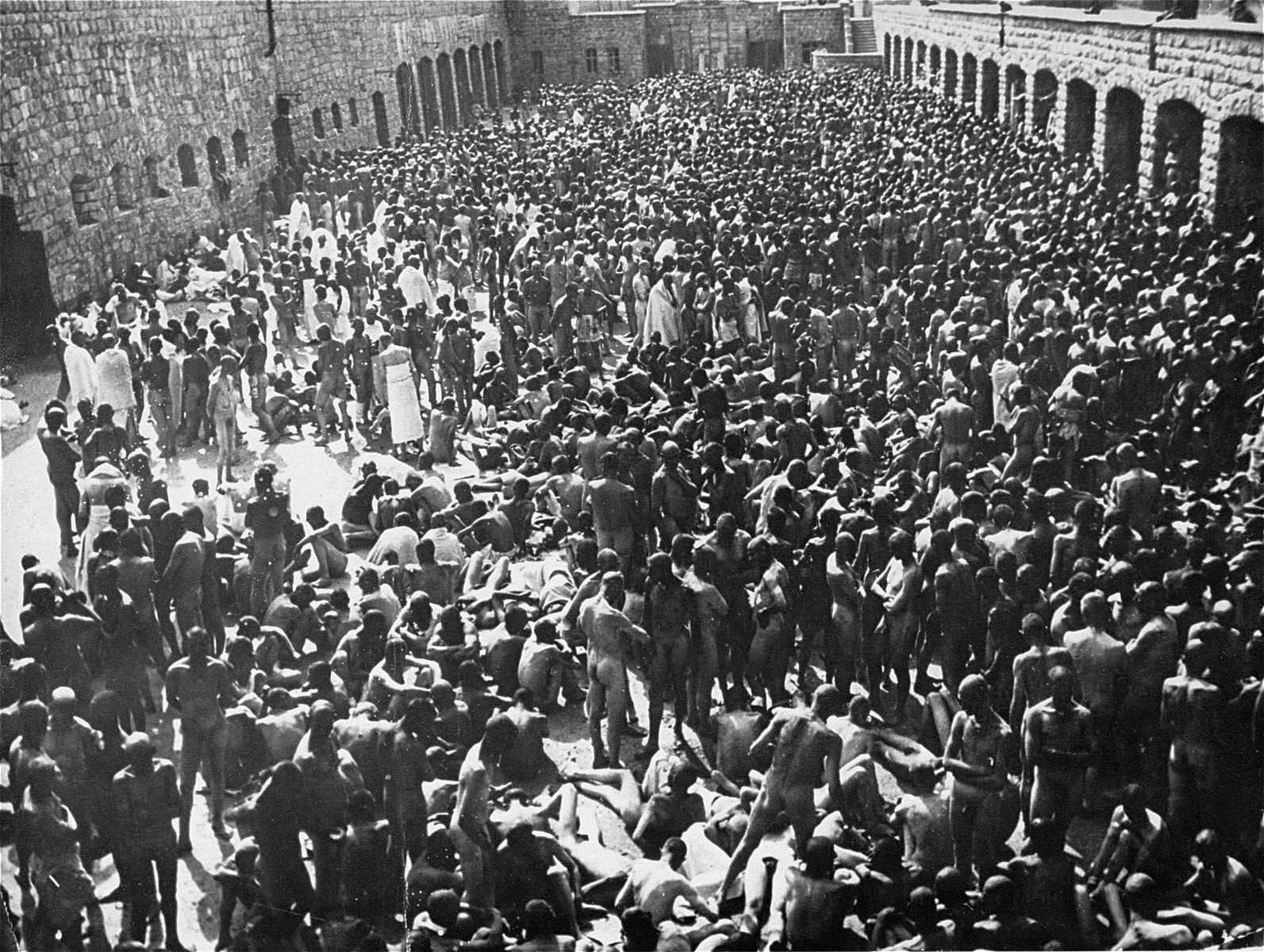
毛特豪森-古森集中营新囚犯在车库区等待消毒

在纽伦堡审判和回忆录中，施佩尔始终坚称对大屠杀毫不知情。他仅在公开版《施潘道日记》中承认自己对犹太人“感到不适”。其在纽伦堡审判的最终陈述虽营造忏悔假象，却未直面任何个人罪责，唯一提及的受害者仅是德国人民。历史学家马丁·基钦指出，施佩尔“完全清楚犹太人遭遇”，且“深度参与最终解决方案”。布雷希特肯揭露，其承认的概括性责任实为拒绝为大屠杀承担责任并掩盖具体罪责。1943年3月31日，施佩尔巡视毛特豪森集中营时与奴隶劳工合影，同日还视察了古森集中营。尽管幸存者弗朗西斯科·博伊克斯在纽伦堡作证此事，泰勒指出若当时这张照片被公开，施佩尔早该被处以绞刑。2005年《每日电讯报》披露文件显示，就在施佩尔的其中两位助手视察奥斯维辛集中营当日，近千名犹太人遭屠杀，而施佩尔仍然批准了该集中营扩建的建材调拨。海因里希·布雷洛尔（Heinrich Breloer）评价奥斯维辛工程时直言：施佩尔绝非该工程的机械齿轮，而是“恐怖本身（terror itself）”。
施佩尔没有否认自己曾出席1943年10月6日在波森（今波兰波兹南）召开的纳粹高层会议，但声称自己在希姆莱发表关键讲话前就已离场——包括“必须让这个民族从地球上消失”以及后续“必须灭绝犹太人”等言论。然而历史记录显示，希姆莱在演讲中多次提及施佩尔直接与他对话。2007年《卫报》曝光施佩尔于1971年12月23日写给比利时抵抗运动战士遗孀埃莱娜·让蒂（Hélène Jeanty）的信件，其中明确承认：“毫无疑问，1943年10月6日希姆莱宣布将杀死所有犹太人时，我就在现场。”

### 军备奇迹
施佩尔被誉为“军备奇迹”的创造者。在1941年至1942年的冬季，德国领导层鉴于德国在莫斯科战役中惨败，包括弗里德里希·弗洛姆、格奥尔格·托马斯和弗里兹·托特，已得出结论：战争无法胜利。最合理的立场是寻求一种政治解决方案，以结束战争而不至于失败。施佩尔利用他的宣传专长，展示了战时经济的新活力。他公布了惊人的统计数据，声称弹药产量增加了六倍，火炮产量增加了四倍，并让全国的新闻宣传更多的战争成果。他成功地遏制了关于结束战争的讨论。
所谓的军备“奇迹”实际上是一种神话；施佩尔通过操纵数据来支持他的说法。虽然武器产量的确有所增加，但主要是由于施佩尔上台前的正常重组、不断动员奴隶劳工，以及为了追求数量而有意降低产出质量所致。到1943年7月，施佩尔的武器宣传变得毫无意义，因为战场上的一系列惨败无法再向公众隐藏德国即将战败的事实。

## 建筑遗产

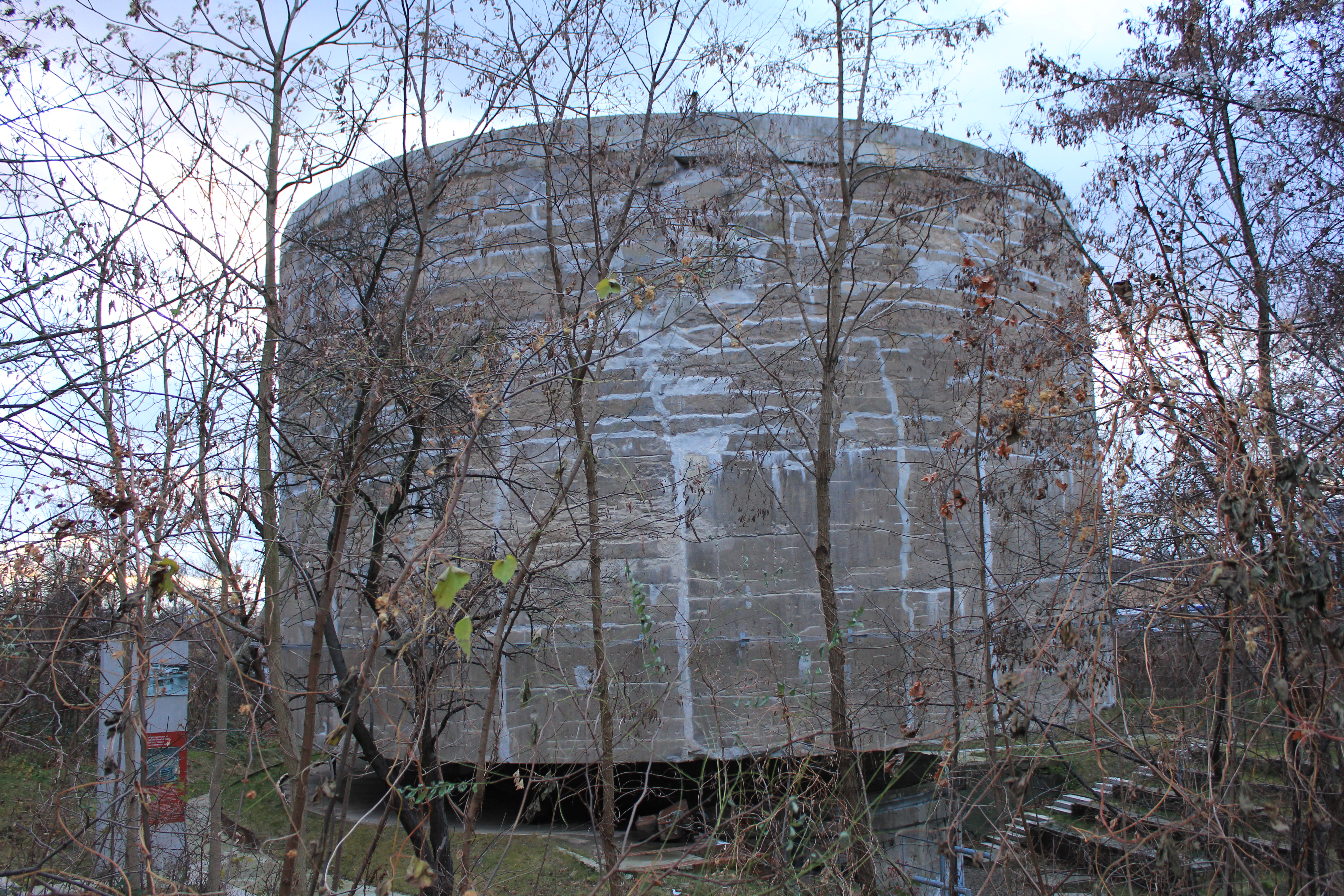
承重体，摄于2011年

除了设计图纸和照片外，施佩尔的建筑作品几乎已所剩无几。在柏林，没有其他施佩尔在纳粹时期设计的建筑遗存，除了四个入口门廊和通往胜利纪念柱的地下通道，以及大约在1941年建造的承重体。这个混凝土圆柱高约14（46英尺），曾用于测量地面沉降，是为了评估在战后改造柏林为世界之都日耳曼尼亚时，拟建大型凯旋门和其他大型结构的可行性研究的一部分。这个圆柱现在已成为受保护的地标，并对公众开放。在纽伦堡的齐柏林飞艇体育场的看台，虽然被部分拆除，但仍可发现其遗迹。
战时，施佩尔设计的新帝国总理府在空袭和柏林战役中大部分被毁。尽管之后外墙幸存，但最终被苏联拆除。一些未经证实的假说认为这些残骸被用在了其他建筑项目中，如柏林洪堡大学、莫伦街地铁站以及柏林的苏联战争纪念碑等。

### 原文注释
1. ↑  1943年9月2日前，该职位的官方名称为“帝国裝備與軍火部長”（Reichsministerium für Bewaffnung und Munition），之后名称改为“Reichsministerium für Rüstung und Kriegsproduktion”。
2. ↑  原文是：Love and warmth were lacking in the household of Speer's youth.
3. ↑  1931年1月31日，他还加入了冲锋队机动分队（Motor-SA Sturmbann I/3），直至1932年秋季。1942年7月20日，施佩尔奉海因里希·希姆莱之命，以「技术专家」身份挂名于党卫队全国领袖个人参谋部（党卫队编号：46104）。然而，他的申请从未完成，最终被“缓起诉处分”[17]。
4. ↑  原文是：“nor was he anything more than an instinctive anti-Semite.”
5. ↑  原文是：“Completely free and their families were still in their apartments”
6. ↑  原文是：“ ... en route to my ministry on the city highway, I could see ... crowds of people on the platform of nearby Nikolassee Railroad Station. I knew that these must be Berlin Jews who were being evacuated. I am sure that an oppressive feeling struck me as I drove past. I presumably had a sense of somber events.”
7. ↑  关于此阶段战争包括施佩尔角色的专题研究见：Randall, Hansen, Disobeying Hitler: German Resistance in the Last Year of WWII, Faber & Faber, 2014, 1st edition, ISBN 978-0-571-28451-1。
8. ↑  原文是：“confessed to Hitler [...] that he was disobeying his 'scorched-earth' policy”。
9. ↑  参见Brechtken, Magnus, , Munich: Siedler Verlag, 2017, ISBN 978-3-8275-0040-3，该书基于东德档案馆新解密文件重新评估其战争责任。
10. ↑  原文是：Speer joined in planning and executing the program to dragoon prisoners of war and foreign workers into German war industries, which waxed in output while the workers waned in starvation.
11. ↑  根据2024年柏林自由大学的研究，该金额相当于2024年购买力约€780,000[128]
12. ↑  原文是：One by one, my sister and brothers gave up. There was no communication.
13. ↑  原文是：a technocrat [who] nourished a technocrat's philosophy
14. ↑  原文是：For ten years he sat at the very centre of political power; his keen intelligence diagnosed the nature and observed the mutations of Nazi government and policy; he saw and despised the personalities around him; he heard their outrageous orders and understood their fantastic ambitions; but he did nothing.  Supposing politics to be irrelevant, he turned aside and built roads and bridges and factories, while the logical consequences of government by madmen emerged. Ultimately, when their emergence involved the ruin of all his work, Speer accepted the consequences and acted.  Then it was too late; Germany had been destroyed.
15. ↑  原文是："intimately involved in the 'Final Solution'"
16. ↑  原文是：There is no doubt—I was present as Himmler announced on October 6, 1943, that all Jews would be killed.
17. ↑  请参阅柏林的官方网站：

### 脚注
1. ↑  Kitchen 2015，第174–175頁.
2. ↑  Schubert 2006，第5頁.
3. ↑  Kitchen 2015，第15頁.
4. ↑  King 1997，第27頁.
5. 1 2 3  Taylor 2010，第124頁.
6. ↑  van der Vat 1997，第23頁.
7. ↑  Fest 1999，第11–13頁.
8. ↑  Kitchen 2015，第17–18頁.
9. ↑  Sereny 1995，第63頁.
10. ↑  Kitchen 2015，第18–19頁.
11. ↑  van der Vat 1997，第34–36頁.
12. ↑  Sereny 1995，第71–73頁.
13. ↑  van der Vat 1997，第33–34頁.
14. ↑  Sereny 1995，第47–49頁.
15. 1 2  Kitchen 2015，第327–328頁.
16. 1 2  Kitchen 2015，第24頁.
17. ↑  Nazi conspiracy and aggression 1946，第256–257頁.
18. ↑  Kitchen 2015，第25–26頁.
19. ↑  Sereny 1995，第100–101頁.
20. ↑  van der Vat 1997，第49頁.
21. ↑  Kitchen 2015，第41頁.
22. ↑  Sereny 1995，第101–103頁.
23. ↑  Sereny 1995，第106頁.
24. ↑  Kitchen 2015，第41–42頁.
25. ↑  Hamsher 1970.
26. 1 2 3  Reinecke 2017.
27. ↑  Brechtken 2017，第45頁.
28. ↑  van der Vat 1997，第60頁.
29. 1 2  van der Vat 1997，第59頁.
30. ↑  Sereny 1995，第131頁.
31. ↑  van der Vat 1997，第65頁.
32. ↑  Kitchen 2015，第60頁.
33. ↑  Fest 1999，第64頁.
34. ↑  Speer 1970，第118頁.
35. ↑  Sereny 1995，第140頁.
36. ↑  Sereny 1995，第141頁.
37. ↑  Kitchen 2015，第65–70頁.
38. ↑  Sereny 1995，第27頁.
39. ↑  Fest 1999，第71頁.
40. ↑  Sereny 1995，第550頁.
41. ↑  Kitchen 2015，第46–47頁.
42. ↑  Kitchen 2015，第45頁.
43. ↑  Kitchen 2015，第46–49頁.
44. 1 2 3  Kitchen 2015，第53–56頁.
45. ↑  Kitchen 2015，第72頁.
46. ↑  Sereny 1995，第164頁.
47. ↑  Fest 1999，第116頁.
48. ↑  Fest 1999，第120頁.
49. 1 2  Schmidt 1984，第189頁.
50. ↑  Schmidt 1984，第190頁.
51. 1 2  Kitchen 2015，第322頁.
52. ↑  Fest 1999，第115頁.
53. 1 2  Kitchen 2015，第78頁.
54. ↑  Kitchen 2015，第39–40頁.
55. ↑  Kitchen 2015，第75–76頁.
56. ↑  Lilla 2005，第239, 298頁.
57. 1 2  Wistrich 1982，第291頁.
58. ↑  Kitchen 2015，第117–118頁.
59. ↑  Kitchen 2015，第120–121頁.
60. ↑  Kitchen 2015，第6頁.
61. ↑  Carroll 2018，第234頁.
62. 1 2  Kitchen 2015，第122頁.
63. ↑  Kitchen 2015，第148–149頁.
64. ↑  U.S. Government 1950，第374頁.
65. ↑  Tooze 2006，第597–598頁.
66. ↑  Kitchen 2015，第368–370頁.
67. ↑  Tooze 2006，第575–576頁.
68. ↑  Kitchen 2015，第232–233頁.
69. ↑  Kitchen 2015，第127頁.
70. ↑  Kitchen 2015，第145–147頁.
71. ↑  Kitchen 2015，第147–148頁.
72. ↑  Kitchen 2015，第156頁.
73. ↑  Kitchen 2015，第150頁.
74. ↑  Kitchen 2015，第151–152頁.
75. ↑  Kitchen 2015，第159頁.
76. ↑  Fest 1999，第146–150頁.
77. ↑  Kitchen 2015，第165–166頁.
78. ↑  Kitchen 2015，第160頁.
79. 1 2 3  Kitchen 2015，第7–8頁.
80. ↑  Kitchen 2015，第167–169頁.
81. ↑  Tooze 2006，第614頁.
82. ↑  Tooze 2006，第616–618頁.
83. 1 2  Kitchen 2015，第8–9頁.
84. ↑  Kitchen 2015，第188頁.
85. ↑  Kitchen 2015，第188–189頁.
86. ↑  Boog, Krebs & Vogel 2006，第347頁.
87. ↑  Overy 2002，第343頁.
88. ↑  Tooze 2006，第582–584頁.
89. ↑  Uziel 2012，第82頁.
90. ↑  Buggeln 2014，第45頁.
91. ↑  Buggeln 2014，第46–48頁.
92. ↑  Kitchen 2015，第215頁.
93. 1 2  Kitchen 2015，第221頁.
94. ↑  Kitchen 2015，第216頁.
95. ↑  Speer 1970，第432–433頁.
96. ↑  Kitchen 2015，第204–205頁.
97. ↑  Kitchen 2015，第8頁.
98. ↑  Tooze 2006，第648–651頁.
99. ↑  Tooze 2006，第652頁.
100. ↑  Kitchen 2015，第259頁.
101. 1 2 3  Kershaw 2012，第289頁.
102. ↑  Kitchen 2015，第254頁.
103. ↑  Kitchen 2015，第261–262頁.
104. ↑  Tooze 2006，第652–653頁.
105. ↑  Kitchen 2015，第262–263頁.
106. ↑  Kitchen 2015，第265–267頁.
107. ↑  Kitchen 2015，第269–270頁.
108. ↑  Kershaw 2012，第291頁.
109. ↑  Kitchen 2015，第275頁.
110. ↑  Fest 1999，第263–270頁.
111. 1 2  Evans 1997，第202頁.
112. ↑  van der Vat 1997，第234頁.
113. ↑  Kitchen 2015，第277頁.
114. ↑  Jaskot 2002，第140–141頁.
115. ↑  Kitchen 2015，第288頁.
116. ↑  Sereny 1995，第561頁.
117. ↑  Fest 1999，第285頁.
118. ↑  Conot 1983，第471頁.
119. ↑  Fest 1999，第287–288頁.
120. ↑  Priemel 2016，第139–140頁.
121. 1 2 3  Connolly 2007.
122. ↑  van der Vat 1997，第281–282頁.
123. ↑  Sereny 1995，第29頁.
124. ↑  van der Vat 1997，第288頁.
125. ↑  Kitchen 2015，第314–315頁.
126. 1 2  van der Vat 1997，第292–297頁.
127. ↑  van der Vat 1997，第298頁.
128. ↑  Müller,  (PDF), 德国,   [2025-04-20]
129. ↑  Fest 1999，第316頁.
130. ↑  Kitchen 2015，第325頁.
131. ↑  Kitchen 2015，第321–322頁.
132. ↑  Kitchen 2015，第323頁.
133. ↑  Kitchen 2015，第316頁.
134. ↑  Kitchen 2015，第316, 325頁.
135. ↑  Kitchen 2015，第316–317頁.
136. ↑  Fest 1999，第319頁.
137. ↑  van der Vat 1997，第319頁.
138. ↑  van der Vat 1997，第324頁.
139. ↑  van der Vat 1997，第299–300頁.
140. ↑  Kitchen 2015，第320–321頁.
141. ↑  van der Vat 1997，第324–325頁.
142. ↑  Fest 1999，第320–321頁.
143. ↑  van der Vat 1997，第333–334頁.
144. ↑  Sereny 1995，第5頁.
145. ↑  van der Vat 1997，第329–330頁.
146. ↑  Sereny 1995，第664–665頁.
147. ↑  van der Vat 1997，第339–343頁.
148. ↑  Sereny 1995，第226–227頁.
149. ↑  van der Vat 1997，第359–361頁.
150. 1 2  Kitchen 2015，第335頁.
151. ↑  Kitchen 2015，第366頁.
152. ↑  van der Vat 1997，第354頁.
153. ↑  Asher 2003.
154. ↑  Fest 1999，第337頁.
155. ↑  van der Vat 1997，第362–363頁.
156. ↑  Kitchen 2015，第343頁.
157. ↑  Kitchen 2015，第327–360頁.
158. ↑  Kitchen 2015，第362頁.
159. 1 2 3 4  Seelow 2018.
160. ↑  Kitchen 2015，第14頁.
161. ↑  Trommer 2016，第80頁.
162. ↑  Trommer 2016，第330頁.
163. ↑  Kitchen 2015，第345–346頁.
164. ↑  Trevor-Roper 1995，第68–70, 214–215頁.
165. ↑  Trevor-Roper 1995，第214–215頁.
166. ↑  Schmidt 1984，第186頁.
167. 1 2  Kitchen 2015，第360–362頁.
168. ↑  Tooze 2006，第553頁.
169. ↑  Schwendemann 2016.
170. ↑  Tooze 2006，第552頁.
171. ↑  Kitchen 2015，第296-297頁.
172. ↑  Kitchen 2015，第205頁.
173. ↑  Tooze 2006，第653頁.
174. ↑  Priemel 2016，第141頁.
175. ↑  Kitchen 2015，第100, 322頁.
176. ↑  Pike 2003，第340, fn 40頁.
177. ↑  Taylor 2010，第204–205頁.
178. 1 2  Connolly 2005.
179. ↑  van der Vat 1997，第167–168頁.
180. 1 2  Kitchen 2015，第345頁.
181. 1 2 3  Tooze 2006，第554頁.
182. ↑  Tooze 2006，第555頁.
183. ↑  Tooze 2006，第552–557頁.
184. ↑  van der Vat 1997，第75頁.
185. ↑  Museen der Stadt Nürnberg.
186. ↑  Kitchen 2015，第56頁.

#### 书目
- Boog, Horst; Krebs, Gerhard; Vogel, Detlef,  [《德国与第二次世界大战》：第7册：《防守中的德国–1943年-1944/45年欧洲的战略空战、西线和东亚的战争》], 牛津: Clarendon Press, 2006, ISBN 978-0198228899
- Brechtken, Magnus, , 德国: Siedler Verlag, 2017, ISBN 978-3827500403
- Buggeln, Marc, , 牛津大学出版社, 2014, ISBN 978-0198707974
- Carroll, Berenice Anita, , 德古意特出版社, 2018, ISBN 978-3111359588
- Conot, Robert, , 纽约: Harper & Row, 1983, ISBN 978-0-88184-032-2
- Evans, Richard J. . 伦敦: 劳特利奇. 1997. ISBN 978-0-41-515899-2.
- Fest, Joachim, , translated by Ewald Osers and Alexandra Dring, Harcourt（英语：Harcourt (publisher)）, 1999, ISBN 978-0-15-100556-7
- Hamsher, William, , Leslie Frewin Publishers Ltd, 1970, ISBN 978-0091015107
- Jaskot, Paul B. . 伦敦和纽约: Taylor & Francis. 2002. ISBN 978-1-13459-462-7.
- Kershaw, Ian, , 伦敦: 企鹅出版集团, 2012, ISBN 978-0-141-01421-0
- King, Henry T., , 美国大学出版社（英语：University Press of America）, 1997, ISBN 978-0-7618-0872-5
- Kitchen, Martin, , 耶鲁大学出版社, 2015, ISBN 978-0-300-19044-1
- Lilla, Joachim. . Düsseldorf: Droste Verlag. 2005. ISBN 978-3-770-05271-4.
- Office of United States Chief of Counsel For Prosecution of Axis Criminality, , Nazi Conspiracy and Aggression (华盛顿: 美国政府印务局), 1946, VI
- Overy, Richard, , 牛津: Clarendon Press, 2002 [1995], ISBN 978-0-19-820599-9
- Pike, David Wingeate, , 劳特利奇, 2003, ISBN 978-1-134-58713-1 （英语）
- Priemel, Kim Christian, , 牛津大学出版社, 2016, ISBN 978-0-19-256374-3 （英语）
- Schmidt, Matthias, , 圣马丁出版社, 1984, ISBN 978-0-312-01709-5
- Schubert, Philipp, , 慕尼黑: GRIN Verlag, 2006, ISBN 978-3-638-59047-1
- Sereny, Gitta,  [阿尔伯特·施佩尔：他与真理的战斗], 克诺夫出版社, 1995, ISBN 978-0-394-52915-8
- Speer, Albert,  [第三帝国内幕], 纽约: Avon Books, 1970, ISBN 978-0380000715
- Taylor, Blaine, , Translated by Richard and Clara Winston, Havertown, PA and Newbury, England: Casemate Publishers, 2010, ISBN 978-1-932033-68-7
- Tooze, Adam,  [毁灭的代价：纳粹德国经济的建立和崩溃], 伦敦: Allen Lane, 2006, ISBN 978-0-7139-9566-4
- Trevor-Roper, Hugh,  [希特勒的末日] seventh, 伦敦: Pan Books, 1995 [1947], ISBN 978-1-4472-1861-6
- Trommer, Isabell, , Campus Verlag GmbH, 2016, ISBN 978-3593505299
- Uziel, Daniel, , 麥克法蘭公司, 2012, ISBN 978-0-7864-6521-7
- van der Vat, Dan, , 魏登菲尔德和尼科尔森, 1997, ISBN 978-0-297-81721-5
- Wistrich, Robert, , 麦克米伦出版公司, 1982, ISBN 0-02-630600-X

#### 网络资源
- Asher, Edgar, , Chicago Jewish Star, 2003-11-21: 7, 9
- Connolly, Kate, , 每日电讯报 (英国), 2005-05-11  [2014-01-11]
- Connolly, Kate, , 卫报, 2007-03-13  [2017-05-07]
- Reinecke, Stefan, , Die Tageszeitung: Taz (德国), 2017-06-22  [2017-06-22]
- Schwendemann, Heinrich, , Rezensiert für H-Soz-Kult von (德国), 2016-11-30  [2019-05-12], ISBN 9783593505299
- Seelow, A., , Architectural Histories, 2018, 6 (1): 1–11, doi:10.5334/ah.334
- , Museen der Stadt Nürnberg,   [2014-11-05]

- U.S. Government.  (PDF). II: The Milch Case. 美国印务局. 1950  [2021-06-17]. （原始内容 (PDF)存档于2021-06-10）.

## 延伸阅读
- Causey, Charles M., , Westbow Press, 2016, ISBN 978-1-51276-109-2
- Krier, Léon, , Archives D'Architecture Moderne, 1985, ISBN 978-2-87143-006-3
- Schroeter, Wolfgang, , Verlag Ferdinand Schöningh, 2018, ISBN 978-3-657-78913-9 （德语）